# Nortonia polydora
Nortonia polydora är en stekelart som beskrevs av Kohl. Nortonia polydora ingår i släktet Nortonia och familjen Eumenidae. Inga underarter finns listade i Catalogue of Life.